# كنة (مأرب)
كنه هي إحدى قرى الجمهورية اليمنية. تتبع جغرافيا لمحافظة مأرب و إداريًا لمديرية صرواح. يبلغ تعداد سكانها 1315 نسمة حسب الإحصاء الذي أجري عام 2004.